# Oxyria
Oxyria Hill, 1765 è un genere di piante angiosperme della famiglia Polygonaceae.

## Tassonomia
Il genere comprende le seguenti specie:
- Oxyria caucasica Chrtek & Šourková
- Oxyria digyna (L.) Hill
- Oxyria sinensis Hemsl.